# Manuel Romero
Manuel Romero (Buenos Aires, 21 de septiembre de 1891 - Buenos Aires, 3 de octubre de 1954) fue un comediógrafo, letrista de tango,  director de cine  y productor de teatro de revista argentino. Fue uno de los directores más prolíficos e influyentes del cine clásico argentino, especialmente a través de la productora Lumiton. Como letrista de tangos, consiguió numerosos éxitos perdurables a lo largo del tiempo.

## Biografía
Romero nació en Buenos Aires en 1891, el de más edad del quinteto de realizadores que en 1935 debutarían en el cine (los otros fueron Luis Saslavsky, Mario Soffici, Daniel Tinayre y Alberto de Zavalía). De adolescente trabajó para la revista Fray Mocho y los diarios Crítica y Última Hora. A través de estos, y gracias a su extrovertida personalidad, creó el prototipo del "porteño ganador".
Escribió más de 180 piezas teatrales, la primera de las cuales fue Teatro breve en 1919, con la colaboración de Ivo Pelay. En 1922 dirigió su obra más conocida y exitosa, El bailarín del cabaret.
Romero viajó a Francia en 1923 junto a Luis Bayón Herrera, célebre director español. Se quedó allí por un tiempo, donde hizo algo de teatro en París. Allí conoció a Carlos Gardel, el célebre cantante de tango. A Gardel no le era desconocida la industria del cine: ya había trabajado en 1917 en la ópera prima de Francisco Defilippis Novoa, Flor de durazno, y había sido dirigido por Eduardo Morera en nueve películas, todas de 1930. Gardel y Romero decidieron hacer una película juntos, y en 1931 se estrenó Luces de Buenos Aires, escrita por Romero y su amigo Bayón Herrera y dirigida por el chileno Adelqui Migliar.
En 1933 se unió a la productora Lumiton. Se disputa cuál fue la primera película de Romero. Fuentes apócrifas señalan dos películas de Estados Unidos anteriores a su estrellato de 1935: La pura verdad (1931) y ¿Cuándo te suicidas? (1932). De cualquier forma, su ópera prima fue Noches de Buenos Aires (titulada en referencia a su previo trabajo con Gardel). Romero dirigió la película, y escribió el argumento junto a Bayón Herrera. Este volvió a colaborar como escritor en su segunda película, El caballo del pueblo (1936). Prosiguieron La muchachada de a bordo y Radio Bar (ambas 1936), Fuera de la ley, El cañonero de Giles y Los muchachos de antes no usaban gomina (todas 1937).
1938 marcó el estreno de Tres anclados en París, película de contenido controversial -el título original de Tres argentinos en París debió ser cambiado en Argentina-, y La rubia del camino, la primera "road movie" argentina. Ese año marcó su primera colaboración con Niní Marshall, en Mujeres que trabajan. Destacadas de 1939 son La vida es un tango y Los muchachos se divierten. Ese mismo año realizó la primera de una trilogía protagonizada por Niní Marshall y Enrique Serrano: Divorcio en Montevideo. La siguieron Casamiento en Buenos Aires (1940) y Luna de miel en Río (1941).
Se dedicó a realizar películas el resto de su vida sin dejar de hacer temporadas en teatros de Buenos Aires como el Maipo, el Porteño o el Sarmiento entre otros. Dirigió más de 50 películas en total, la mayoría de las cuales según su propio argumento y compuso la música. Se trataban de películas sencillas, con temática sobre el tango: rodaba rápidamente con el solo afán de terminar la producción, y recibió el rechazo de la crítica y el público selecto. No obstante desarrolló estilo propio, y se le reconoce como uno de los pioneros del cine argentino. Siguió rodando películas en los 40s y tempranos 50s, notablemente La historia del tango (1949).
Logró como letrista de tango obras que continúan siendo exitosas pese al paso del tiempo, tales como Aquel tapado de armiño, Buenos Aires, La canción de Buenos Aires, Estampilla, Haragán, La muchacha del circo, Nubes de humo (Fume compadre), Patotero sentimental, Polvorín, El rey del cabaret, El rosal, El Taita del Arrabal, Tiempos viejos y Tomo y obligo. También son de su autoría otras letras, hasta totalizar alrededor de 150, entre las que se encuentran La canción del camino, Dime mi amor, Isabelita, La marcha de la Armada, Quemá esas cartas, Tres recuerdos, Las vueltas de la vida y El vino triste.
Romero murió en 1954. Dirigió en vida a Tito Lusiardo, su actor fetiche, así como Niní Marshall, Paulina Singerman, Juan Carlos Thorry, Enrique Serrano, Luis Sandrini, Narciso Ibáñez Menta, Luis Arata, José Gola y Juan Carlos Thorry entre otros.
Estuvo casado con Ida Boyd únicamente, con quien tuvo un único hijo (Ernesto Manuel Romero). Posteriormente tuvo otras parejas, entre otras Elena Bozán y Mary Parets.

## Filmografía
Participó de los siguientes filmes:

### Director
- Uéi Paesano (1953)
- El patio de la morocha (1951)
- El hincha (1951)
- Derecho viejo (1951)
- Juan Mondiola (1950)
- Valentina (1950)
- Morir en su ley (1949)
- La historia del tango (1949)
- Mujeres que bailan (1949)
- Un tropezón cualquiera da en la vida (1949)
- La Rubia Mireya (1948)
- Porteña de corazón (1948)
- El tango vuelve a París (1948)
- Navidad de los pobres (1947)
- Adiós Pampa mía (1946)
- El diablo andaba en los choclos (1946)
- Hay que casar a Paulina (1944)
- La calle Corrientes (1943)
- El fabricante de estrellas (1943)
- Historia de crímenes (1942)
- Ven... mi corazón te llama (1942)
- Elvira Fernández, vendedora de tienda (1942)
- Una luz en la ventana (1942)
- Mi amor eres tú (1941)
- El tesoro de la isla Maciel (1941)
- Yo quiero ser bataclana (1941)
- Un bebé de París (1941)
- Luna de miel en Río (1940)
- Isabelita (1940)
- Los muchachos se divierten (1940)
- Carnaval de antaño (1940)
- Casamiento en Buenos Aires (1940)
- Muchachas que estudian (1939)
- Gente bien (1939)
- Divorcio en Montevideo (1939)
- La modelo y la estrella (1939)
- La vida es un tango (1939)
- Mujeres que trabajan (1938)
- La rubia del camino (1938)
- Tres anclados en París (1938)
- La vuelta de Rocha (1937)
- Fuera de la ley (1937)
- La muchacha del circo (1937)
- Los muchachos de antes no usaban gomina (1937)
- El cañonero de Giles (1937)
- Radio Bar (1936)
- Don Quijote del altillo (1936)
- La muchachada de a bordo (1936)
- El caballo del pueblo (1935)
- Noches de Buenos Aires (1935)

### Guionista
- Uéi Paesano (1953)
- El patio de la morocha (1951)
- El hincha (1951)
- Valentina (1950)
- Morir en su ley (1949)
- La historia del tango (1949)
- Mujeres que bailan (1949)
- Un tropezón cualquiera da en la vida (1949)
- La Rubia Mireya (1948)
- Porteña de corazón (1948)
- El tango vuelve a París (1948)
- Navidad de los pobres (1947)
- Adiós Pampa mía (1946)
- Hay que casar a Paulina (1944)
- La calle Corrientes (1943)
- El fabricante de estrellas (1943)
- Historia de crímenes (1942)
- Ven... mi corazón te llama (1942)
- Elvira Fernández, vendedora de tienda (1942)
- Una luz en la ventana (1942)
- Mi amor eres tú (1941)
- El tesoro de la isla Maciel (1941)
- Yo quiero ser bataclana (1941)
- Un bebé de París (1941)
- Luna de miel en Río (1940)
- Isabelita (1940)
- Los muchachos se divierten (1940)
- Carnaval de antaño (1940)
- Casamiento en Buenos Aires (1940)
- Muchachas que estudian (1939)
- Gente bien (1939)
- Divorcio en Montevideo (1939)
- La modelo y la estrella (1939)
- La vida es un tango (1939)
- Mujeres que trabajan (1938)
- La rubia del camino (1938)
- Tres anclados en París (1938)
- La vuelta de Rocha (1937)
- Fuera de la ley (1937)
- La muchacha del circo (1937)
- Los muchachos de antes no usaban gomina (1937)
- El cañonero de Giles (1937)
- Radio Bar (1936)
- Don Quijote del altillo (1936)
- La muchachada de a bordo (1936)
- El caballo del pueblo (1935)
- Noches de Buenos Aires (1935)

### Autor
- La muchachada de a bordo (1967)
- La calle Corrientes (1943)
- El tesoro de la isla Maciel (1941)
- La muchacha del circo (1937)
- Los muchachos de antes no usaban gomina (1969)
- Los muchachos de antes no usaban gomina (1937)

### Música
- ¡Tango! (1933)

### Temas musicales
- El fabricante de estrellas (1943)
- Nubes de humo (1958)
- Luna de miel en Río (1940)
- Isabelita (1940)
- La vida es un tango (1939)
- La rubia del camino (1938)
- Tres anclados en París (1938)
- La muchachada de a bordo (1936)

## Letrista
- El Taita del arrabal (1922)
- El patotero sentimental (tango) (1922)
- Buenos Aires  (tango) (1923)
- Polvorín (tango)
- Nubes de humo (Fume compadre) (tango) (1923)
- El prisionero (Rayito de sol)
- El rey del cabaret (tango)
- ¡Pobre milonga! (tango)
- Corazón del arrabal (tango)
- No se puede con Luis Ángel
- ¡Tango porteño! (tango)
- Tiempos viejos (tango) (1925)
- Don Segundo Sombra (tango)
- ¡Haragán! (tango) (1927)
- Estampilla (tango)
- Aquel tapado de armiño (tango) (1928)
- ¡Se viene la maroma! (tango)
- La montonera (vals)
- ¡Gabino!
- ¡Pero usa gomina! / letra de Manuel Romero, Luis Bayón Herrera e Ivo Pelay
- La muchacha del circo (tango) (1928)
- Cocot de lujo (tango)
- ¡No es por hablar mal! (tango)
- Tomala con soda (tango)
- Carnaval de antaño (tango)
- El rosal (canción)
- Tomo y obligo (tango) (1931)
- Las vueltas de la vida (tango)
- La canción de Buenos Aires (tango) (1932)
- Desensilla hasta que aclare (tango) (1932)
- Tiempos nuevos (tango)
- Callate (tango)
- Oración criolla (tango)
- Guapo y varón (tango)
- El clavel (tango)
- El vino triste (tango)
- Quema esas cartas (tango)
- La cepillada (milonga)
- Isabelita (vals)
- Elvira Fernández vendedora de tienda
- Cuando un viejo se enamora (milonga)